# العلاقات الجزائرية الجورجية
العلاقات الجزائرية الجورجية هي العلاقات الثنائية التي تجمع بين الجزائر وجورجيا.

## مقارنة بين البلدين
هذه مقارنة عامة ومرجعية للدولتين:
| وجه المقارنة                                              | الجزائر                      | جورجيا                          |
| --------------------------------------------------------- | ---------------------------- | ------------------------------- |
| المساحة (كم2)                                             | 2.38 مليون                   | 69.70 ألف                       |
| عدد السكان (نسمة)                                         | 38.81 مليون                  | 3.72 مليون                      |
| الكثافة السكانية (ن./كم²)                                 | 16.31                        | 53.37                           |
| العاصمة                                                   | الجزائر                      | تبليسي، كوتايسي                 |
| اللغة الرسمية                                             | اللغة العربية، لغات أمازيغية | اللغة الجورجية، اللغة الأبخازية |
| العملة                                                    | دينار جزائري                 | لاري جورجي                      |
| الناتج المحلي الإجمالي (بليون دولار)                      | 170.37 مليار                 | 15.16 مليار                     |
| الناتج المحلي الإجمالي (تعادل القوة الشرائية) بليون دولار | 582.63 مليار                 | 35.68 مليار                     |
| الناتج المحلي الإجمالي الاسمي للفرد دولار أمريكي          | 4.21 ألف                     | 3.79 ألف                        |
| الناتج المحلي الإجمالي للفرد دولار أمريكي                 | 14.19 ألف                    |                                 |
| مؤشر التنمية البشرية                                      | 0.745                        | 0.754                           |
| رمز المكالمات الدولي                                      | +213                         | +995                            |
| رمز الإنترنت                                              | .dz                          | .ge، .გე ‏                       |
| المنطقة الزمنية                                           | ت ع م+01:00                  | ت ع م+04:00                     |

## منظمات دولية مشتركة
يشترك البلدان في عضوية مجموعة من المنظمات الدولية، منها:
| علم المنظمة | اسم المنظمة                   | تاريخ انضمام الجزائر | تاريخ انضمام جورجيا |
| ----------- | ----------------------------- | -------------------- | ------------------- |
|             | يونسكو                        | 15 أكتوبر 1962       | 7 أكتوبر 1992       |
|             | الفريق المعني برصد الأرض      | 2005                 | ?                   |
|             | مؤسسة التمويل الدولية         | 23 سبتمبر 1990       | 29 يونيو 1995       |
|             | مؤسسة التنمية الدولية         | 26 سبتمبر 1963       | 31 أغسطس 1993       |
|             | منظمة التجارة العالمية        | ?                    | 14 يونيو 2000       |
|             | الاتحاد البريدي العالمي       | ?                    | ?                   |
|             | الاتحاد الدولي للاتصالات      | 3 مايو 1963          | 7 يناير 1993        |
|             | الأمم المتحدة                 | 8 أكتوبر 1962        | 31 يوليو 1992       |
|             | البنك الدولي للإنشاء والتعمير | 26 سبتمبر 1963       | 7 أغسطس 1992        |
|             | المنظمة الهيدروغرافية الدولية | ?                    | ?                   |

## وصلات خارجية
- موقع وزارة الخارجية الجزائرية
- موقع وزارة الخارجية الجورجية